# 三步虎
三步虎，中国象棋佈局的一種，指先手或後手方連續三步為上馬、平邊炮、出直車。
1. 傌二進三>炮二平一>車一平二
2. （如起局遇上敵方中炮，此著以便突擊敵車，攻守奕轉）

換成 傌二進三>車一平二>炮二平一